# Amblyomma hebraeum
Amblyomma hebraeum es una especie de garrapata dura del género Amblyomma, subfamilia Amblyomminae. Fue descrita científicamente por Koch en 1844.
Se distribuye por Namibia, Botsuana, República Centroafricana, Kenia, Mozambique, Sudáfrica, Suazilandia, Tanzania, Zambia y Zimbabue.

## Vector de enfermedades
Especie conocida por ser transmisor de enfermedades y bacterias. En las fases de ninfa y adulto transmiten la hidropericardias, que afecta a varias especies de rumiantes domésticos. Algunos rumiantes salvajes son susceptibles a la enfermedad, pero otros son muy resistentes. Las garrapatas siguen siendo infecciosas de por vida, pero sus tasas de infección varían según la estación y la región donde se encuentren. En Sudáfrica, entre el 1 y el 7% de las garrapatas están infectadas en algún momento.
Se sabe que es responsable de la transmisión de varias bacterias como Rickettsia conorii y Rickettsia africae que derivan en fiebres, además de theileriosis causante de la teileriosis benigna en el ganado. Los lugares de la picadura pueden infectarse con bacterias que provocan abscesos en las patas de ovejas y cabras. Las heridas causadas también atraen a la especie Chrysomya bezziana; las larvas de esta mosca pueden causar una miasis grave. Norval (1989) descubrió que existía un efecto directo sobre el aumento de peso de los animales: el ganado muy infestado presentaba un aumento de peso importante y significativamente inferior al del ganado no infestado.

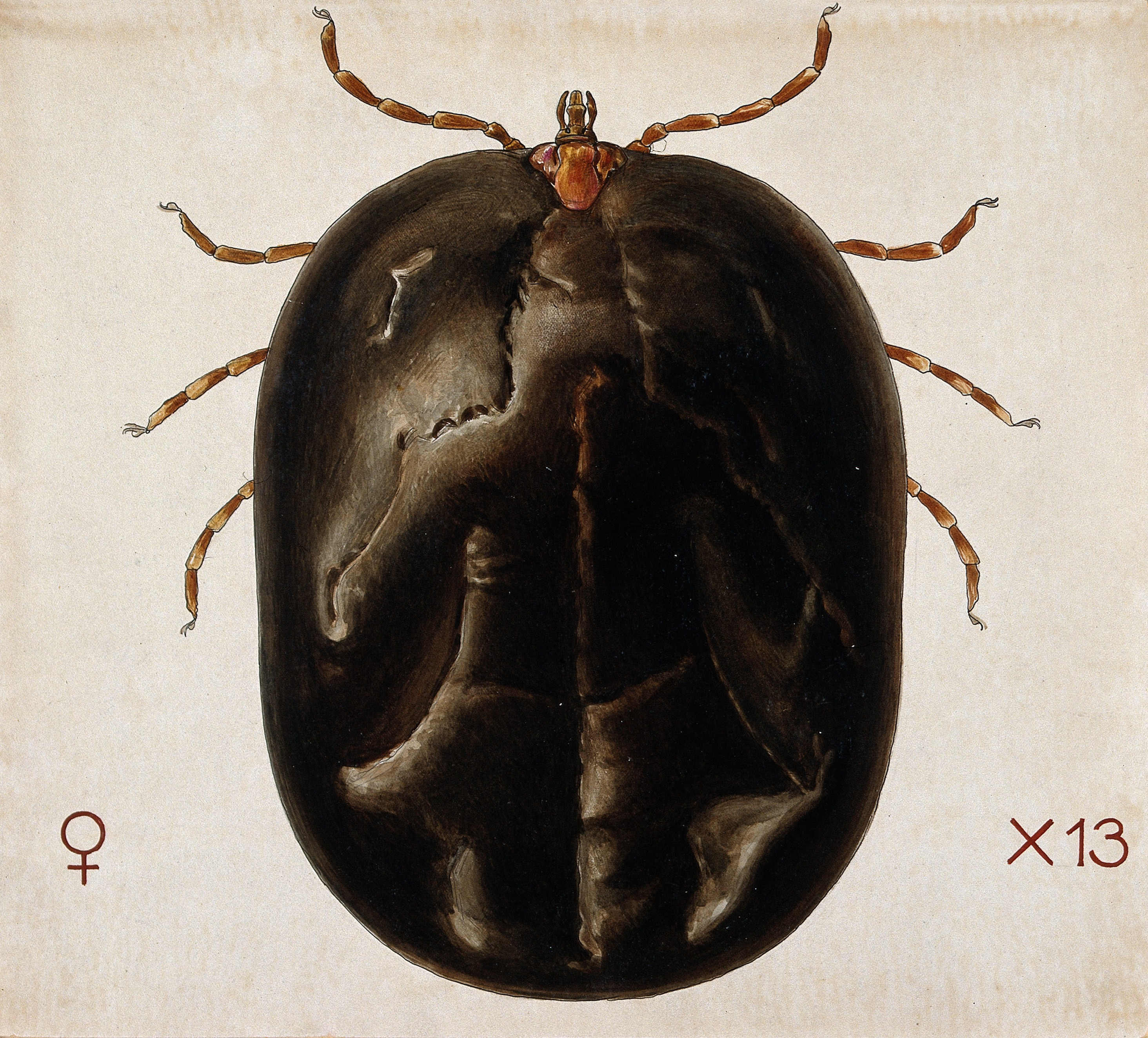
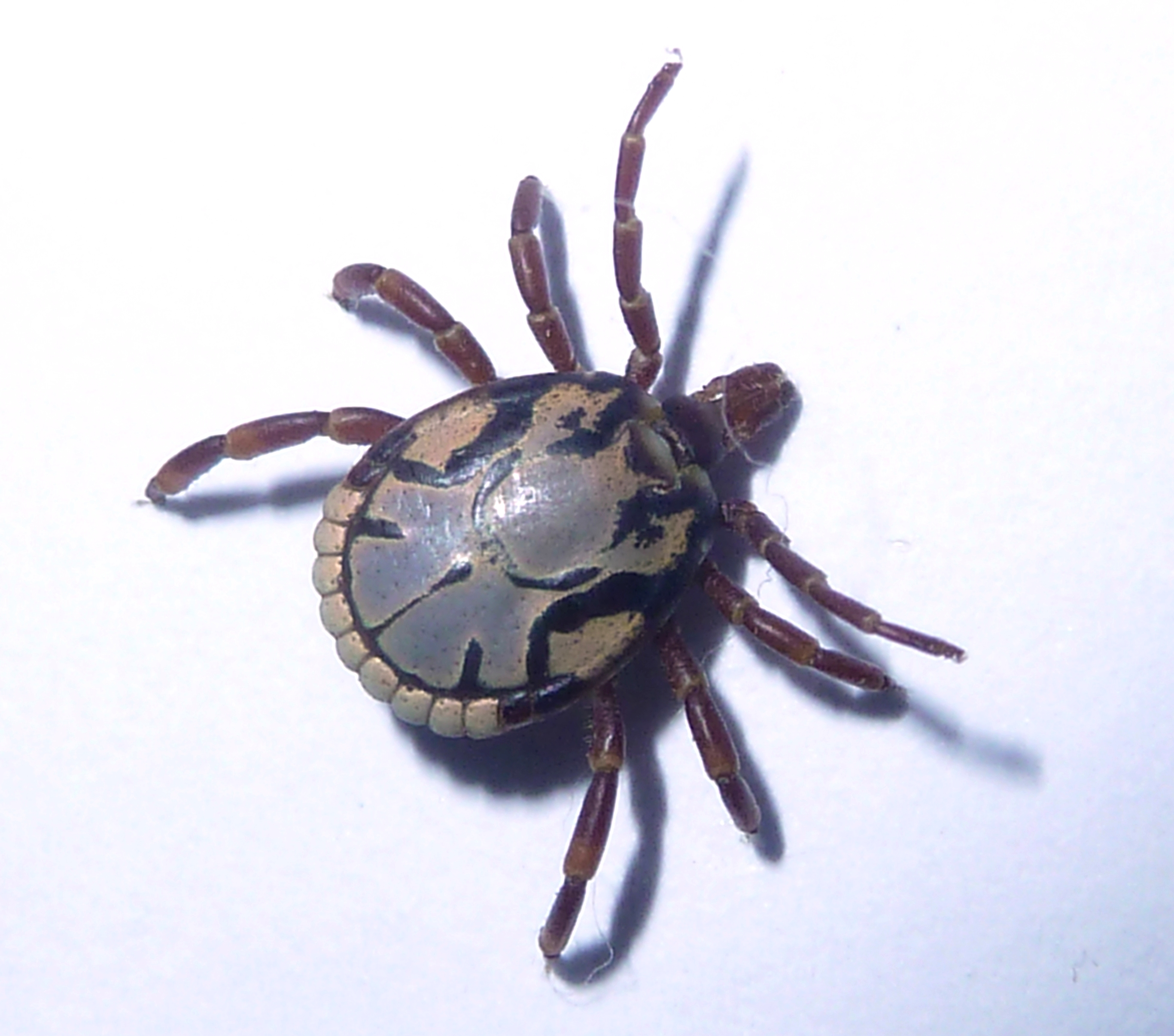
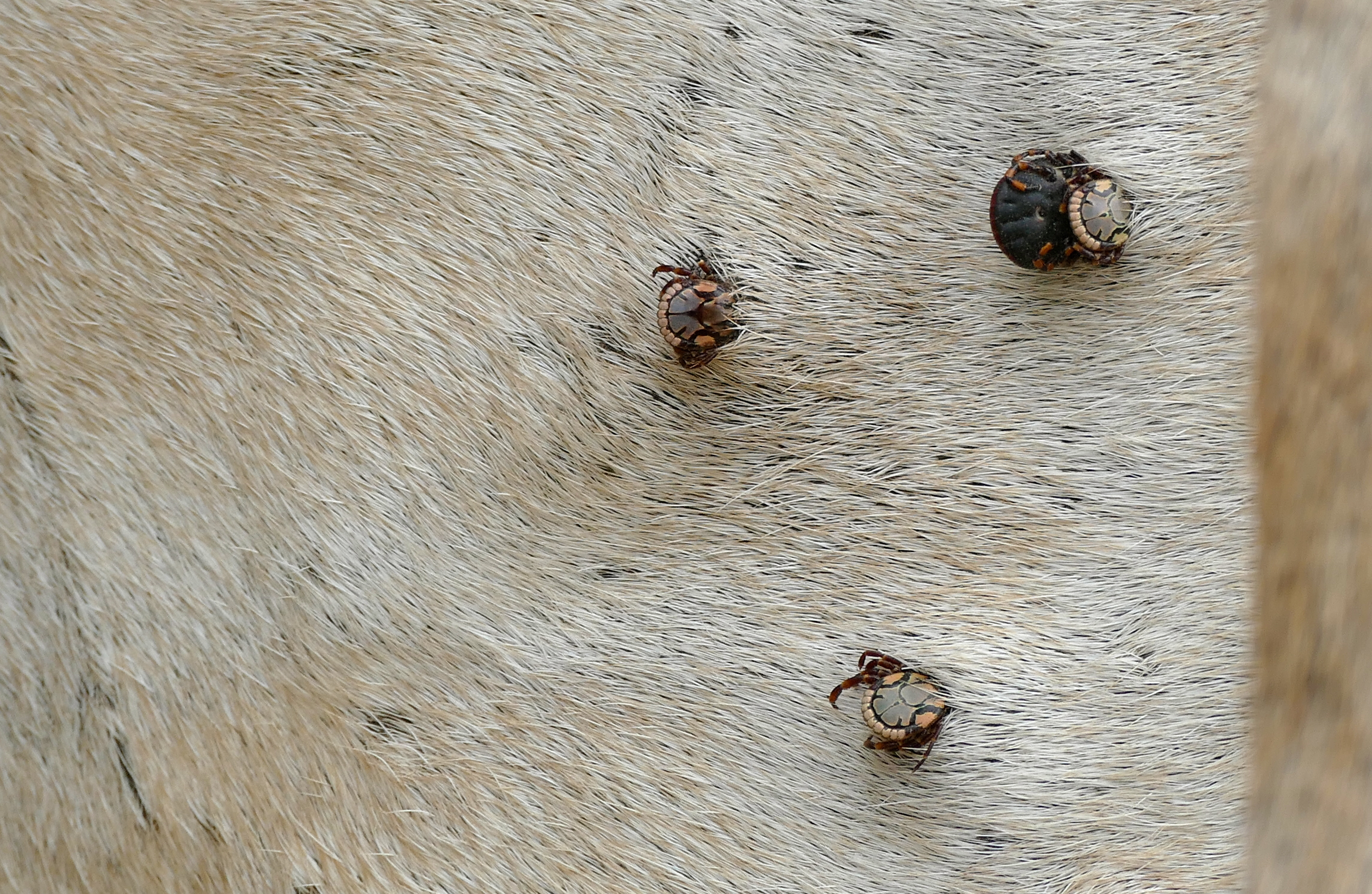